# Cribrogloborotalia
Cribrogloborotalia es un género de foraminífero bentónico de la Subfamilia Eponidinae, de la Familia Eponididae, de la Superfamilia Discorboidea, del Suborden Rotaliina y del Orden Rotaliida. Su especie-tipo es Cribrogloborotalia marielina. Su rango cronoestratigráfico abarca el Eoceno.

## Clasificación
Cribrogloborotalia incluye a la siguiente especie:
- Cribrogloborotalia marielina †